# لس آنجلس بزرگ

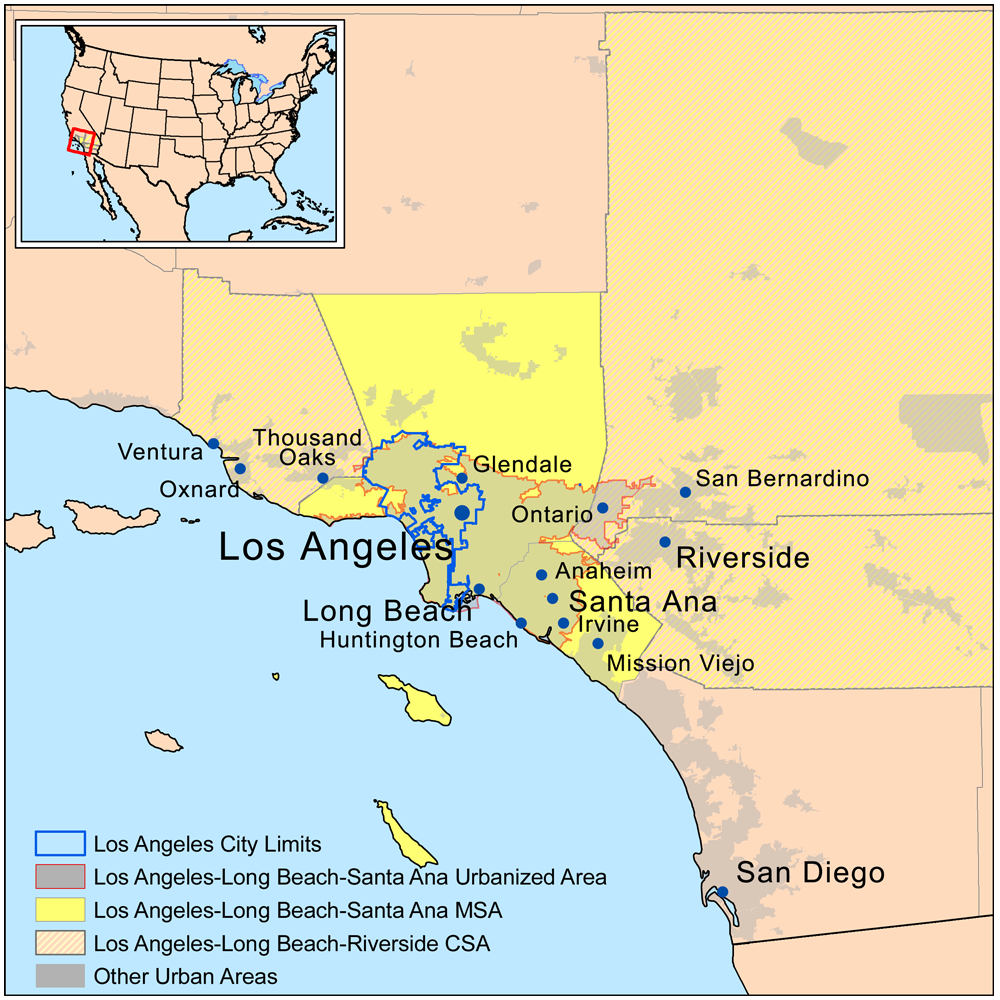

لس آنجلس بزرگ (به انگلیسی: Greater Los Angeles Area) نام دومین ابرشهر پر جمعیت آمریکا با ۱۸/۲ میلیون نفر جمعیت می‌باشد. لس آنجلس بزرگ متشکل از شهرهای مجاور لس آنجلس، سانتا آنا، گلندیل، آناهایم، ریورساید، سانتامونیکا، آکسنارد، ارواین، نیوپورت بیچ، ملیبو، پلاسنتیا، بورلی هیلز، وست وود، هالیوود، لانگ بیچ، اورنج (اورنج کانتی)، تورنس، سانتا کلانتا، سن فرناندو و دیگر مناطق اطراف می‌باشد.